# Edinburgh Military Tattoo
Le Royal Edinburgh Military Tattoo, ou simplement Military Tattoo, est un festival international de fanfares militaires (« tattoo ») ayant lieu chaque année depuis 1950 au château d'Édimbourg, en Écosse. Il fait partie des festivals d'Édimbourg qui se déroulent en août.
Plus de deux cents mille personnes se rendent chaque année à Édimbourg pour assister aux représentations qui se déroulent sur trois semaines. La retransmission télévisée est diffusée dans plus de trente pays pour une audience totale de cent millions de téléspectateurs par an.

## Historique
La première édition s'est déroulée en 1950, avec seulement huit fanfares au programme.
À l'origine appelé Edinburgh Military Tattoo, le festival est rebaptisé Royal Edinburgh Military Tattoo après que la reine Élisabeth II lui a ajouté le titre « Royal » en l'honneur de ses soixante années d'existence en 2010.

## Participants et déroulement
De nombreux régiments militaires internationaux, ainsi que certaines tribus africaines, ont participé au Tattoo depuis 1950.
Le premier régiment extérieur au Royaume-Uni à y faire une apparition est celui des Garderegiment Grenadiers en Jagers (grenadiers et fusiliers royaux) des Pays-Bas en 1952. Depuis, plus de trente pays ont été représentés au Tattoo. Parmi les plus populaires, on peut citer le Top Secret Drum Corps (corps des tambours top secret), un groupe non militaire suisse (le premier à participer au Tattoo) ayant participé en 2003, 2006, 2009 et 2012 ; le régiment norvégien des Hans Majestet Kongens Garde (gardes de Sa Majesté), présent à huit reprises depuis 1961 et ayant adopté comme mascotte en 1972 Nils Olav, un manchot royal du zoo d’Édimbourg, etc. Ces dernières années, le festival a accueilli des groupes de danseurs et de musique culturelles venues de plusieurs pays.
Chaque année propose la prédominance de l'un des services des forces armées britanniques, soit une alternance entre la Royal Navy et les Royal Marines (mer), la British Army (terre) et la Royal Air Force (air). Chaque année est aussi l'occasion de commémorer une organisation, un événement, de célébrer un anniversaire ou un thème spécifique.
Cependant, le grand moment du festival reste le défilé des pipes and drums (cornemuses et tambours), interprété par les régiments de la British Army, incluant des cornemuses civiles et militaires étrangères (principalement issues des pays du Commonwealth ayant des liens avec l'Écosse). Chaque soir, une parade de pipes and drums rejoint les groupes de musique militaire rassemblés sur l'esplanade du château d'Édimbourg. Ils interprètent alors l'hymne national ainsi que la chanson Auld Lang Syne. Suit la cérémonie de la descente du drapeau alors que les clairons sonnent Last Post ou Sunset, les sonneries militaires respectives de la British Army et des Royal Marines. Enfin, la cérémonie se termine avec la complainte interprétée par un joueur de cornemuse solitaire illuminé, placé sur les remparts du château, au niveau de la Half Moon Battery (batterie en demi-lune). Les performeurs quittent alors l'esplanade en direction du Royal Mile, au son de plusieurs musiques, dont Scotland the Brave (Alba an Aigh).

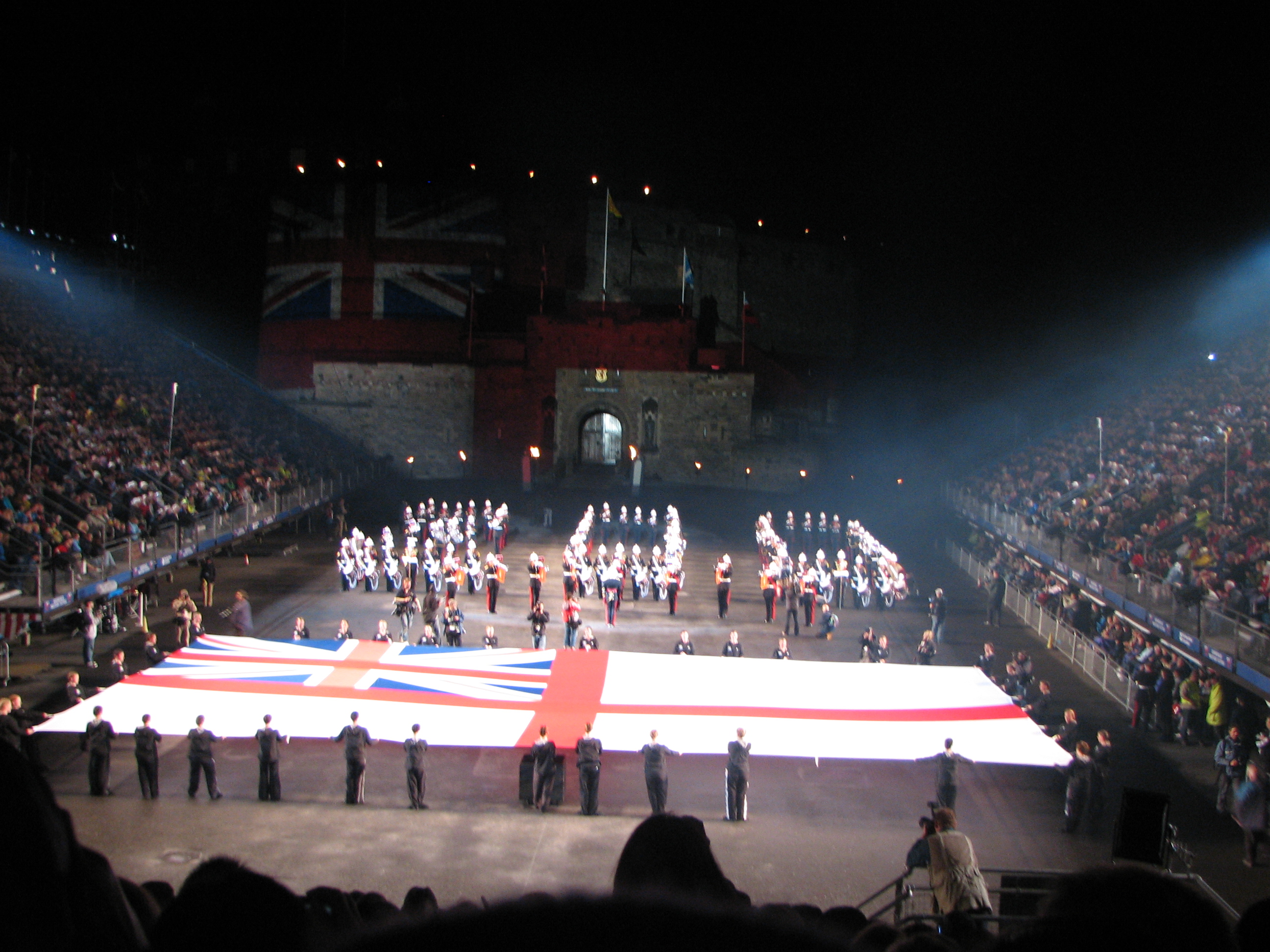
Le Military Tattoo 2005, pour la célébration de Trafalgar 200.

En 2005, pour la commémoration des 200 ans de la victoire de Trafalgar, le Tattoo a vu l'un des plus importants rassemblements de cornemuses de son histoire, avec treize fanfares, dont six régiments de la Division écossaise (devenu l'année suivante le Royal Regiment of Scotland) : Royal Scots, Royal Highland Fusiliers, King's Own Scottish Borderers, Black Watch, The Highlanders, Argyll and Sutherland Highlanders. Ils étaient accompagnés par les Scots Guards, Irish Guards, Royal Gurkha Rifles, Scottish Officers Training Corps (en), South African Irish Regiment (en) (Afrique du Sud), les Rats of Tobruk (en) (Australie) et les cornemuses de la ville de Wellington (Nouvelle-Zélande).